# Коко (горилла)
Коко (сокращение от яп. 花火子 [Ханабико] «дитя фейерверка», 4 июля 1971 года — 19 июня 2018 года) — самка гориллы, которая с помощью специалиста Франсин Паттерсон, в результате исследовательской программы учёных Стенфордского университета, овладела более чем тысячей жестов американского жестового языка амслена и была способна воспринимать на слух и понимать около двух тысяч английских слов. Интеллект Коко часть исследователей оценивает более скептично, чем Ф. Паттерсон и публикации в СМИ.

## Навыки животного
Коко родилась 4 июля 1971 года в Сан-Франциско и большую часть своей жизни провела в городке Вудсайд в Калифорнии
В статье Паттерсон в рецензируемом журнале по лингвистике Word утверждается, что коэффициент интеллекта (IQ) Коко находится в интервале от 70 до 95.
Ей были известны такие абстрактные понятия, как «скука» и «воображение». Когда Коко увидела лошадь с удилами во рту, она сигнализировала «Лошадь печальна», объяснив — «Зубы».
Также Коко очень не любила мыться в ванне и на фотографию другой обезьяны, ведомой в ванну, отреагировала: «Я там плакать» (в американском языке жестов нет форм слова).
Она также являлась одним из немногих животных, у которых есть собственные животные-компаньоны: начиная с 1984 года, Коко воспитывала котят.
Коко умерла утром 19 июня 2018 года во сне в Калифорнии.

## Критика эксперимента
В 1978 году появились первые публикации отчётов Паттерсон. Ряд учёных опубликовали критические статьи, в которых говорилось, что Коко демонстрировала определённые знаки из-за бессознательных сигналов, которые сами того не понимая, подавали её дрессировщики. Обычно такое поведение называют эффектом Умного Ганса.
Критика со стороны некоторых учёных была сосредоточена на том факте, что, хотя в популярной прессе часто появлялись публикации о Коко, научных публикаций с существенными данными было меньше.
Другие исследователи утверждали, что Коко не понимала смысла того, что она делала, и научилась завершать знаки просто потому, что исследователи вознаграждали её за это. Они указывали на то, что её действия были результатом оперантного обусловливания.
Еще одна проблема, связанная со способностью Коко выражать связные мысли с помощью знаков, заключается в том, что интерпретация разговора гориллы была оставлена на усмотрение дрессировщика, который, возможно, считал невероятные  сочетания знаков значащими; например, когда Коко подписалась «грустно», невозможно было сказать, имела ли она в виду это с коннотацией «Как грустно».